# Bamoun

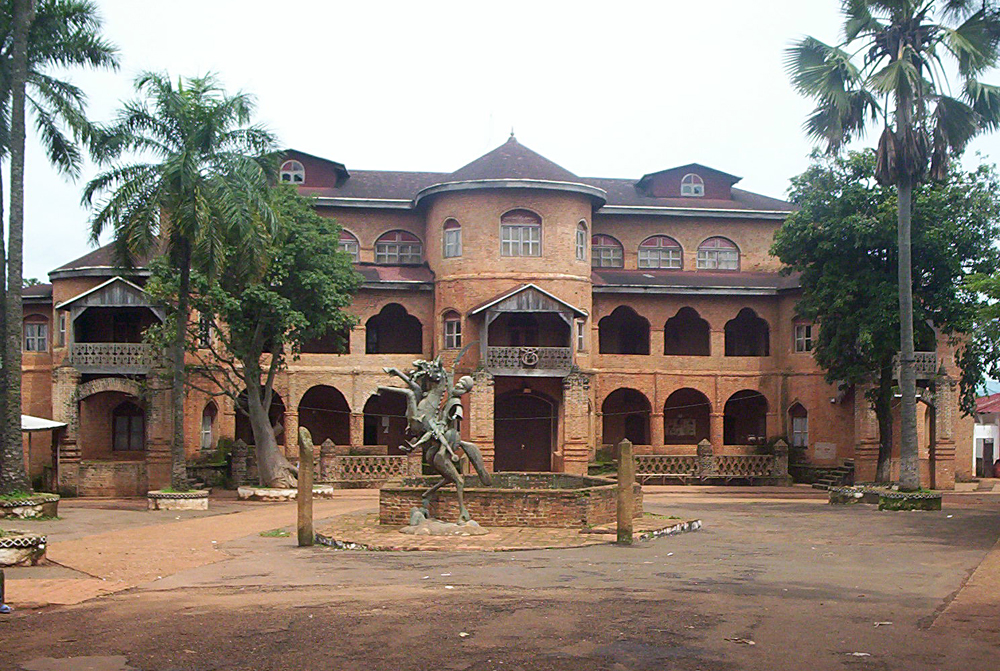
Het paleis van de sultan van de Bamoun in Foumban, Kameroen.

De Bamoun (spreek uit Bamoen) is een bevolkingsgroep behorend tot de grotere groep van Bantou-volkeren in het midden en noordwesten van Kameroen, hoofdzakelijk woonachtig in het departement Noun. De hoofdstad van dit departement is Foumban.

## Geschiedenis
De geschiedenis van het Bamoun-volk begint met de trek van Nchare Yen en diens gevolg vanuit de noordoostelijker gelegen Tikar-vlakte het heuvelland van het huidige Noun-departement in. Nchare Yen wordt gezien als grondlegger van koningshuis der Bamoun. Alvorens zich ten slotte te vestigen in wat nu Foumban is zou er halt gehouden zijn ter hoogte van het huidige Njimom. In dit dorp is nog altijd een klein monument ter herinnering aan deze expeditie. In de loop der eeuwen hebben de Bamoun vele veldslagen gevoerd om hun gebied uit te breiden dan wel te behouden. Aan de zuidgrens dreigde altijd het grote Bamiléké-volk, terwijl men zich in het noorden semi-Arabische stammen van het lijf moest houden. Volgens de overleveringen lukte het de 11de koning om op deze twee fronten tegelijk de overwinning te behalen. Vanaf die tijd voeren de Bamoun dan ook als hun wapen een slang met een kop aan beide uiteinden die dus onverslaanbaar is. Het zal zeker geholpen hebben dat genoemde koning ongekend groot was (2,60 meter lang!). Vermeldenswaardig is ook koning Njoya de eerste (grootvader van de huidige koning, Njoya de tweede). Njoya I staat te boek als een vernieuwer op vele vlakken: hij bedacht een eigen schrift voor de Bamoun-taal, zocht naar de ideale religie voor zichzelf en zijn volk (waarbij hij beurtelings Christen, moslim en ten slotte een soort combinatie werd), liet het paleis herbouwen en deed uitvindingen (o.a. molens voor het malen van maïsmeel en het verbeteren van de cement voor het koninklijk paleis).

## Kenmerken van De Bamoun
De Bamoun hebben een eigen taal. Het Bamoun wordt in de gemeenschap gebruikt naast het Frans. Er is ook een bijbel in het Bamoun. Kinderen krijgen het Bamoun van huis uit mee. Het onderwijs in de streek wordt echter, zoals in heel Kameroen, gegeven in het Frans. Vele Bamoun spreken daarnaast ook Pidgin (een soort Afrikaans Engels). Het Bamoun kent ook een eigen schrift dat echter door maar weinig Bamoun beheerst wordt.
Onder de Bamoun is er een sterke gemeenschapszin. Deze uit zich het eerst in brede zin in de familie. Kinderen van moeders hebben vele moeders in de vorm van tantes en gerelateerde familieleden. Daarnaast wordt een ieder van de groep Bamoun gezien als broeder of zuster.
Basismaaltijd van de Bamoun bestaat uit couscous die in tegenstelling tot de Noord-Afrikaanse couscous bestaat uit ballen van zachte maïsmeel. Deze wordt bij voorkeur driemaal daags gegeten vergezeld van een groente en zo mogelijk een stukje vlees/vis/kip.
Aan het hoofd van de Bamoun gemeenschap staat de sultan (huidige Sultan, de 19de sinds Nchare Yen: El Hadj Ibrahim Mbombo Njoya II). Het uiterlijk kenmerk van zijn status is het koninklijk paleis in het centrum van Foumban. In dit koninklijk paleis wordt de rijke geschiedenis van het Bamoun-volk bewaard en ook tentoongesteld. Naast het Bamoun gebruikt de sultan ook de Shuemon-taal. De Sultan kan zijn onderdanen verheffen in een soort adelstand, waarna ze worden aangesproken met de titel "Nji".
Naast moslim is ongeveer de helft van de Bamoun christen. De meesten hiervan zijn protestant (er is een grote Nederlandse Hervormde gemeente) of katholiek.